# Імітаційне моделювання
Імітаці́йне моделюва́ння — це метод, що дозволяє будувати моделі процесів, що описують, як ці процеси проходили б насправді. 

## Загальний опис
Таку модель можна «програти» в часі як для одного випробування, так і заданої їх кількості. При цьому результати визначатимуться випадковим характером процесів. За цими даними можна отримати достатньо стійку статистику.

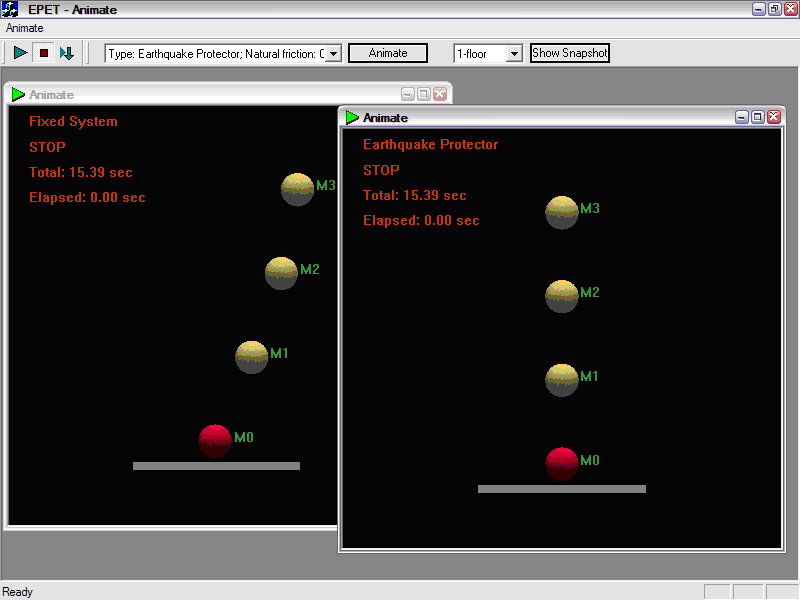
Експериментування з імітаційним моделюванням двох будинків.

Імітаційне моделювання — це метод дослідження, заснований на тому, що система, яка вивчається, замінюється імітатором і з ним проводяться експерименти з метою отримання інформації про цю систему. Експериментування з імітатором називають імітацією (імітація — це збагнення суті явища, не вдаючись до експериментів на реальному об'єкті).
Імітаційне моделювання — це окремий випадок математичного моделювання. Існує клас об'єктів, для яких з різних причин не розроблені аналітичні моделі або не розроблені методи розв'язування задач про такі моделі. В цьому випадку математична модель замінюється імітатором або імітаційною моделлю.

Імітаційна модель роботи млина.

Імітаційна модель — це різновид математичних моделей, що описують динамічні процеси в реальних системах і піддаються перевірці. Імітаційна модель — (у вузькому значенні) логіко-математичний опис об'єкта, який може бути використаний для експериментування на комп'ютері в цілях проектування, аналізу і оцінки функціонування об'єкта.
Вони можуть бути різних рівнів: глобального (Модель Ядерної зими, Межі зростання), національного (Модель економіки США), регіонального, локального (Міська динаміка).
Імітація як метод розв'язування нетривіальних задач отримала початковий розвиток у зв'язку із створенням ЕОМ в 1950х — 1960х роках.

## Різновиди
Можна виділити наступні різновиди імітації:
- метод Монте-Карло (метод статистичних випробувань)
- метод імітаційного моделювання (статистичне моделювання)
- імітаційне ігрове моделювання
- агентне моделювання
- дискретно-подійне моделювання
- системна динаміка

## Популярні системи імітаційного моделювання
- MathWorks. MATLAB and Simulink for Technical Computing — http://www.mathworks.com [Архівовано 5 травня 2021 у Wayback Machine.]
- ИМИТАК — http://imitak.ru [Архівовано 2 квітня 2022 у Wayback Machine.]
- Triad.Net
- AnyLogic — http://www.anylogic.com [Архівовано 25 червня 2014 у Wayback Machine.]
- Aimsun (моделювання транспортних потоків) — http://www.aimsun.com [Архівовано 28 березня 2022 у Wayback Machine.]
- Arena (моделювання транспортних потоків) — http://www.arenasimulation.com [Архівовано 3 квітня 2008 у Wayback Machine.]
- Business Studio (моделювання бізнес-процесів) — http://www.businessstudio.ru [Архівовано 14 травня 2022 у Wayback Machine.]
- PTV Vision VISSIM (моделювання транспортних потоків і організації дорожнього руху) — http://www.ptv-vision.ru [Архівовано 24 квітня 2022 у Wayback Machine.]
- eM-Plant
- Powersim
- GPSS
- NS-2 — http://isi.edu/nsnam/ns/ [Архівовано 8 квітня 2011 у Wayback Machine.]
- Transyt — https://web.archive.org/web/20110720083457/http://mctrans.ce.ufl.edu/index.htm
- Tecnomatix Plant Simulation
- simuLab — https://web.archive.org/web/20170130001427/http://simulab.ru/
- Simplex3 — http://www.simplex3.net [Архівовано 1 квітня 2022 у Wayback Machine.]

## Квантове моделювання
У жовтні 2017 з'явився фреймворк OpenFermion Cirq , перша платформа з відкритим кодом для перекладу проблем хімії та матеріалознавства в квантові схеми. OpenFermion - це бібліотека для моделювання систем взаємодіючих електронів (ферміонів), що породжують властивості речовини . До OpenFermion розробникам квантових алгоритмів потрібно було вивчити значну кількість хімії та написати велику кількість коду, щоб зламати інші коди, щоб скласти навіть найосновніші квантові симуляції.

## Додаткова література
- Стеценко І. В., Бойко О. В. Система імітаційного моделювання засобами сіток Петрі //Математические машины и системы. – 2009. – Т. 1. – №. 1.